# Xavier Cooper
Xavier Cooper (Tacoma, 30 novembre 1991) è un giocatore di football americano statunitense che milita nel ruolo di defensive tackle per i New York Jets della National Football League (NFL).

## Biografia

### Cleveland Browns
Dopo avere giocato al college a football a Washington State, Cooper fu scelto nel corso del terzo giro (96º assoluto) del Draft NFL 2015 dai Cleveland Browns. L'11 maggio 2015 firmò un contratto quadriennale del valore di 2,96 milioni di dollari. Debuttò come professionista subentrando nella gara del terzo turno contro gli Oakland Raiders. La settimana successiva mise a segno il suo primo sack su Philip Rivers dei San Diego Chargers. La sua stagione da rookie si concluse con 19 tackle e 1,5 sack in 14 presenze, nessuna delle quali come titolare.

## Statistiche
| Partite totali      | 14  |
| Partite da titolare | 0   |
| Tackle              | 19  |
| Sack                | 1,5 |
| Intercetti          | 0   |

Statistiche aggiornate alla stagione 2015